# 筑紫野市民図書館
筑紫野市民図書館（ちくしのしみんとしょかん）は、福岡県筑紫野市にある図書館である。

## 建物概要
- 敷地面積 - 6,656,35m2
- 延床面積 - 2,212,89m2
- 建築面積 - 2,239,65m2
- 構造 - 鉄骨鉄筋コンクリート造地上平屋建
- 総事業費 - 7億4000万円
- 施設
  - 対面朗読室
  - 集会室

## 営業時間
- 開館時間

火曜日-木曜日 - 10：00～18：00
金曜日・土曜日 - 10：00～20：00
- 休館日

毎週月曜日
祝日（ただし、祝日が土曜・日曜日の場合は開館）
図書整理日（毎月最終水曜日）
12月28日-1月4日
特別整理期間（毎年10日以内）

## 交通手段
- 電車
  - JR九州鹿児島本線 - 二日市駅（徒歩約10分）
  - 西鉄天神大牟田線 - 紫駅（徒歩約15分）、西鉄二日市駅（徒歩約20分）
- バス
  - 西鉄バス二日市 2-1、2-2、2-3、3系統 パープルプラザ前バス停からすぐ
- 自動車
  - 九州自動車道筑紫野インターチェンジから車で5分